# El Puente (Santa Cruz)
El Puente es una localidad y municipio de Bolivia, ubicado en la provincia Guarayos al noroeste del departamento de Santa Cruz. El municipio tiene una superficie de 7.611 km² y cuenta con una población de 14.205 habitantes (según el Censo INE 2012). La localidad se encuentra a 247 km de la ciudad de Santa Cruz de la Sierra. El municipio de El Puente fue creado según Ley el 6 de marzo de 1990.
Se encuentra en un paisaje de llanuras aluviales y tiene una temperatura media anual de 22.6 °C.

## Geografía
Limita al norte con el departamento del Beni, al este con el municipio de Ascensión de Guarayos, al sur con la provincias Ñuflo de Chaves, Ichilo y Obispo Santistevan.
Los ríos más importantes del municipio son el San Julián, Ibare y el río Grande. Entre sus lagos más importantes se encuentran las lagunas España, Boysarazo, Conguagua, Pistola, Palmira y Nuevo Mundo, ubicadas principalmente en la parte occidental del municipio.

## Demografía
De acuerdo con el censo boliviano de 2024, la población del municipio de El Puente es de 17 214 habitantes.
La población del municipio aumentó más del doble entre 1992 y 2024:
| Año  | Habitantes (municipio) | Fuente |
| ---- | ---------------------- | ------ |
| 1992 | 5.034                  | Censo  |
| 2001 | 8.633                  | Censo  |
| 2012 | 14.205                 | Censo  |
| 2024 | 17.214                 | Censo  |

## Economía
En El Puente la agricultura es la actividad más importante, con los cultivos más sembrados siendo el arroz, maíz, yuca, plátano y algunos cítricos. La producción pecuaria es la segunda actividad en importancia, desarrollada bajo condiciones tradicionales al igual que la agricultura.
Una importante reserva de palmeras de cusi son explotadas para extraer su aceite que comercializado en el municipio al igual que en el mercado en Santa Cruz.